# جو بريتشارد (لاعب كرة قدم)
جو بريتشارد (بالإنجليزية: Joe Pritchard)‏ هو لاعب كرة قدم بريطاني في مركز الوسط، ولد في 10 سبتمبر 1996 في بيركنهيد ‏ في المملكة المتحدة. لعب مع توتنهام هوتسبير ونادي ترانمير روفرز ونادي ليفربول.